# Karl Renner
Karl Heinz Renner (14 tháng 12 năm 1870 - 31 tháng 12 năm 1950) là một chính trị gia người Áo thuộc Đảng Dân chủ Xã hội. Ông được gọi là cha đẻ của nước Cộng hoà do ông đứng đầu chính phủ đầu tiên của Áo thuộc Đức và Đệ nhất Cộng hoà Áo trong 1918-1919, và lại một lần nữa quyết định trong việc thiết lập Đệ nhị Cộng hoà Áo sau sự sụp đổ của Đức Quốc xã vào năm 1945, trở thành tổng thống đầu tiên của quốc gia này.
Năm học 1977-1978 tại trường Đại học châu Âu được đặt tên để vinh danh ông.